# Cattedrale di Fredrikstad
La cattedrale di Fredrikstad (in lingua norvegese Fredrikstad domkirke) è il principale edificio di culto della città di Fredrikstad, in Norvegia, ed è sede della diocesi di Borg per la chiesa di Norvegia.

## Storia
La cattedrale è stata progettata dall'architetto Waldemar Lühr Ferdinand per essere una chiesa parrocchiale ed è stata costruita tra il 1879 e il 1880 in stile gotico in mattoni, con una pianta longitudinale a croce latina. Ha una sola torre alta 72 m posta all'estremità occidentale, parte della facciata principale. La chiesa fu consacrata il 13 ottobre del 1880, quando era conosciuta come chiesa di Vestre Fredrikstad.
La chiesa è stata restaurata nel 1954 ed elevata a cattedrale nel 1969, quando è stata creata la nuova diocesi di Borg, con sede a Fredrikstad.